# Batalla d'Annual
La batalla d'Annual es va produir el 22 de juliol de 1921 durant la Guerra del Rif, entre les tropes colonials espanyoles que s'internaven a la regió i les tropes irregulars del líder Abd el-Krim, en el barranc que separa Igueriben i Annual, al Rif marroquí. En la historiografia espanyola és coneguda popularment com a Desastre d'Annual.
En la batalla, les tropes espanyoles van patir una gran desfeta contra les cabiles amazics, amb entre 8.000 i 14.000 soldats morts, segons les fonts, la majoria de lleva escollits entre qui no podia pagar la redempció, així com el mateix general Manuel Fernández Silvestre, que comandava els espanyols. Les operacions militars es van perllongar, després del desastre, arribant a posar en perill la mateixa ciutat de Melilla.
Les repercussions polítiques de la derrota foren intenses a la Península, on al descontentament popular que ja hi havia en contra de la Guerra del Rif, manifestat en l'àmbit polític i social, s'hi sumaren aleshores dures crítiques a l'exèrcit i a l'administració militar. S'obrí una investigació sobre el desastre que recaigué sobre el general Juan Picasso González i en l'àmbit polític, la derrota propicià la caiguda del Govern de Manuel Allendesalazar Muñoz i la formació del Govern d'Antoni Maura i Montaner.
Les conclusions de l'Expedient Picasso van ser demolidores: es va destapar el tràfic d'armes, les corrupteles, la covardia i incompetència de la majoria d'oficials massa acostumats a disparar contra civils desarmats. També va apuntar el rei com a inductor de l'atac suïcida, sense preparació i posant en evident risc les tropes espanyoles en base a la seva exaltació militarista.
El fet va causar una gran crisi política que erosionà la monarquia d'Alfons XIII i preparà el camí per al cop d'estat de Primo de Rivera (1923) i una dictadura que es perllongà set anys. Annual és, doncs, un episodi clau que condicionà decisivament la política espanyola de la primera meitat del segle xx. A banda dels desastres militars espanyols, la neteja ètnica de rifenys i el fracàs i decadència d'una política colonial nefasta, hi ha la qüestió espinosa de l'ús d’armes químiques i l'experimentació de bombardeigs amb iperita.